# 尼古拉·博尔久扎
尼古拉·尼古拉耶维奇·博尔久扎（俄語：Николай Николаевич Бордюжа，1949年10月20日—），男，奧廖爾人，俄羅斯政治人物，外交官。前克格勃官员。

## 生平
1972毕业于彼尔姆高等军事指挥学院。1975年进入克格勃工作，在治安部门任职。1989年至1991年担任克格勃人力资源部门主管。
1998年1月至9月担任俄罗斯边防管理局局长。9月被任命为俄羅斯聯邦安全會議秘书。12月被任命为俄罗斯联邦总统办公厅主任。曾一度与丘拜斯等人列为叶利钦之后的下一届总统人选。
1999年3月退役。同年12月至2003年4月担任俄罗斯驻丹麦特命全權大使。
2003年4月至2016年12月担任獨立國家聯合體集体安全条约组织秘书长。